# Rodrigo Garita
Rodrigo Alonso Garita Valverde (Guadalupe, Cartago, 23 de diciembre de 1993) es un futbolista costarricense. Juega en la posición de Defensa y actualmente milita en el equipo Puntarenas Fútbol Club de la Primera División de Costa Rica.

## Trayectoria
Rodrigo Garita es originario de Guadalupe del cantón  de Cartago. Inició su carrera deportiva a los 4 años de edad en el Cartaginés, donde jugó hasta los 12 años. Luego pasó a Saprissa cinco meses y por razones de personales tuvo que salir del fútbol por un tiempo. Volvió a jugar, esta vez en Tercera División y a los 17 años lo llamaron a la Infantil de Cartaginés. Luego el técnico Johnny Chávez lo ascendió a Primera División tras observarlo en un partido de Alto Rendimiento.
Allí se mantuvo hasta 2014, pero debido a la falta de minutos, fue cedido a préstamo al Belén FC para el Torneo de Invierno 2014. Nuevamente fue cedido a préstamo a la AD Juventud Escazuceña de la Segunda División de Costa Rica a mediados del 2016, en donde se mantuvo hasta que finalizó su contrato con el Club Sport Cartaginés, el 31 de diciembre de 2016.

## Selección nacional
Rodrigo Garita fue parte del equipo nacional costarricense que participó en el Campeonato Sub-20 de la Concacaf realizado en Puebla, México del 18 de febrero al 2 de marzo de 2013. Sin embargo, luego de un mal papel colectivo, la selección de Costa Rica quedó eliminada de la competencia final, la cual tuvo lugar en Turquía.

## Clubes
| Club                   | País       | Año         |
| ---------------------- | ---------- | ----------- |
| Cartaginés             | Costa Rica | 2012 - 2014 |
| Belén FC (Préstamo)    | Costa Rica | 2014        |
| Cartaginés             | Costa Rica | 2015 - 2016 |
| AD Juventud Escazuceña | Costa Rica | 2016        |
| Cartaginés             | Costa Rica | 2017        |
| Barrio México          | Costa Rica | 2017 - 2018 |
| Curridabat FC          | Costa Rica | 2018 - 2019 |
| Sporting FC            | Costa Rica | 2019 - 2021 |
| Jiracal Sercoba        | Costa Rica | 2021 - 2021 |
| Puntarenas F.C         | Costa Rica | 2022 - Act  |

## Palmarés

### Títulos nacionales
| Título                         | Club           | País       | Año  |
| ------------------------------ | -------------- | ---------- | ---- |
| Segunda División de Costa Rica | Sporting F.C   | Costa Rica | 2019 |
| Segunda División de Costa Rica | Puntarenas F.C | Costa Rica | 2022 |